# Mallinella etindei
Mallinella etindei là một loài nhện trong họ Zodariidae.
Loài này thuộc chi Mallinella. Mallinella etindei được van Hove & Robert Bosmans miêu tả năm 1984.